# Berlandina cinerea
Berlandina cinerea är en spindelart som först beskrevs av Menge 1872.  Berlandina cinerea ingår i släktet Berlandina och familjen plattbuksspindlar. Enligt den finländska rödlistan är arten starkt hotad i Finland. Artens livsmiljö är torra gräsmarker. Inga underarter finns listade.

## Bildgalleri

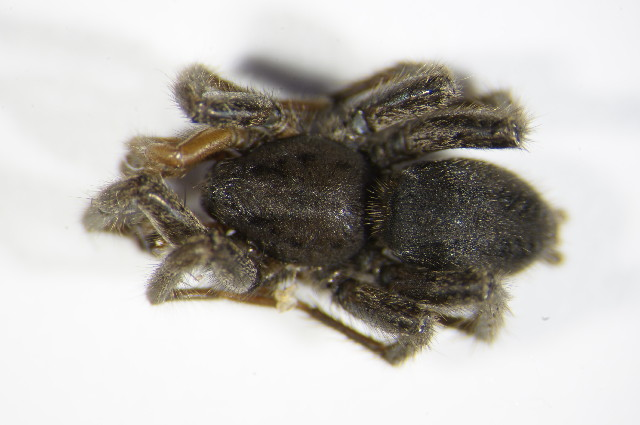